# チートン県
チートン県（チートンけん、ベトナム語：Huyện Tri Tôn / 縣知宗?）は、ベトナム社会主義共和国アンザン省の県。面積は602.05 km²、人口は142,000人（2018年）である。

## 行政区画
2市鎮13社から構成される。